# نانسي ويلسون روس
نانسي ويلسون روس (بالإنجليزية: Nancy Wilson Ross)‏ (22 نوفمبر 1901، أولمبيا في الولايات المتحدة - 18 يناير 1986)؛ روائية أمريكية. درست في جامعة أوريغون.

## روابط خارجية
- نانسي ويلسون روس على موقع ديسكوغز (الإنجليزية)